# Louis Aimé Lejeune
Louis Aimé Lejeune (Livet-sur-Authou; 1884 - 1969) fue un escultor francés.

## Datos biográficos
Louis Aimé Lejeune, hijo de un ebanista y decorador de interiores, nació en Livet-sur-Authou en 1884.
Durante su adolescencia estudió dibujo en la Escuela Bernard Palissy de Paris y posteriormente recibió una beca para estudiar en la Ěcole des Beaux-Arts.
Ganador del Premio de Roma en 1911con el bajorrelieve en yeso titulado Oreste et Electre endormis. La obra se conserva en depósito de la ENSBA de París. Permaneció pensionado en Villa Médicide 1911 a 1914. En 1915 Lejeune mantuvo correspondencia con Lili Boulanger con quien había coincidido en su estancia romana. Cartas enviadas desde Roma, [3 de enero de 1915 y 16 de enero de 1915], y desde Saint-Maur, [17 de julio de 1915, 11 de septiembre de 1915]
Dedicado a la enseñanza de la escultura entre sus alumnos se encuentra el diseñador de muebles Jean Emile Puiforcat (1897-1945), que abrió su propia tienda de muebles en 1921.
Sus trabajos fueron muy solicitados a principio del siglo XX y muchos museos europeos y americanos coleccionan sus obras.
En 1926 viajó a California para completar un retrato en busto de Horace Huntington, y fue en ese viaje cuando Anita Baldwin le encargó la escultura Je N’Oublierai Pas y una fuente de bronce en la entrada de Anoakia en Arcadia (California).
En 1927 el arquitecto A. Thiers realiza la casa particular del escultor en estilo art déco. El inmueble está ubicado en el n.º 28 de la Avenida Junot, esquina con el 22 de la rue Simon-Dereure en el Barrio de Montmartre. El edificio es monumento nacional de Francia de 1992. 48°53′19.89″N 2°20′9.91″E / 48.8888583, 2.3360861
En 1937, para la exposición Internacional de París, realizó una escultura de Flora para la terraza inferior de Trocadero. Ubicada a la izquierda, a la derecha está la figura de Pomona obra de Robert Wlérick.
Fue Miembro de la academia francesa de Bellas Artes desde 1941 hasta su muerte en 1969.
En 1946 realizó para el coro de la iglesia de Saint Roch de París una imagen del san Roque se emplaza en la base de la columna derecha del coro.
Junto con Thérése Dorny y la violinista Héléne Jourdan-Morhange y otros artistas, perteneció al grupo de amistades de la escritora Colette, siendo retratados en sus novelas

## Obra
Entre las mejores y más conocidas obras de Louis Aimé Lejeune se incluyen las siguientes:
- Je N'Oublierai Pas (no olvidaré), estatua de mármol en el jardín botánico y arboreto de Los Ángeles en el n.º 301 N. Baldwin Avenue, Arcadia, CA 91007.[8] Encargo de Anita Baldwin de 1930. El título hace referencia a una frase de la familia Baldwin. 34°8′38″N 118°3′4″O / 34.14389, -118.05111[9]
- Eva, estatua de yeso con pátina 1935[10] Figura de una mujer con los brazos levantados sobre la cabeza. Altura: 230 cm.
- Busto de hombre joven (en francés: Buste de jeune homme ), bronce de 1913[11]
- Angelote, bronce de 1913[12] Altura: 124 cm
- Gertrude Stein retrato en cerámica
- Caballero con abrigo (en inglés:GENTLEMAN IN COAT), bajorrelieve en bronce[13] Muestra a un hombre de perfil.
- Flora, en la escalinata del Trocadero, 48°51′42″N 2°17′19″E / 48.86167, 2.28861

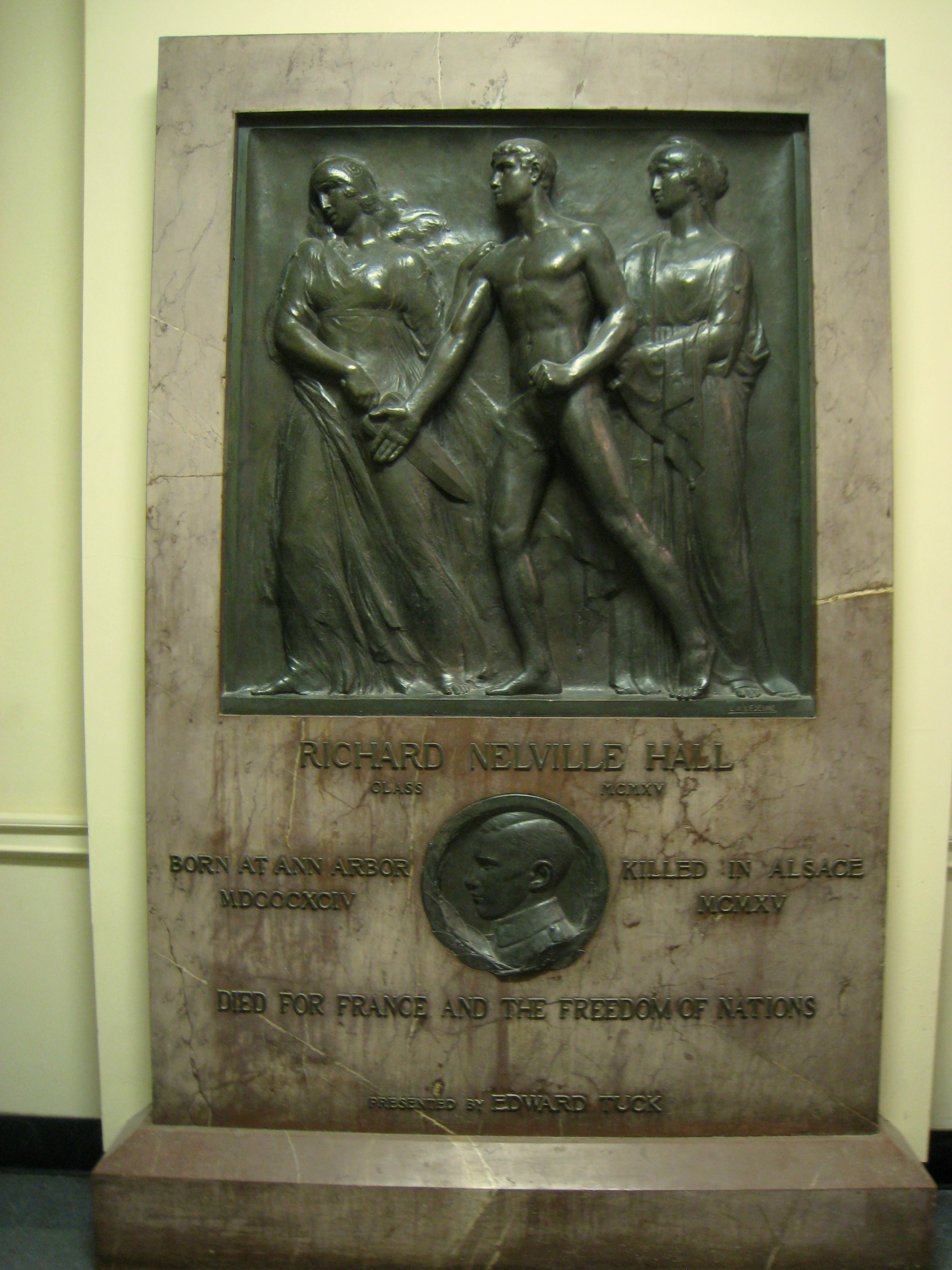
Hall Richard Nelville
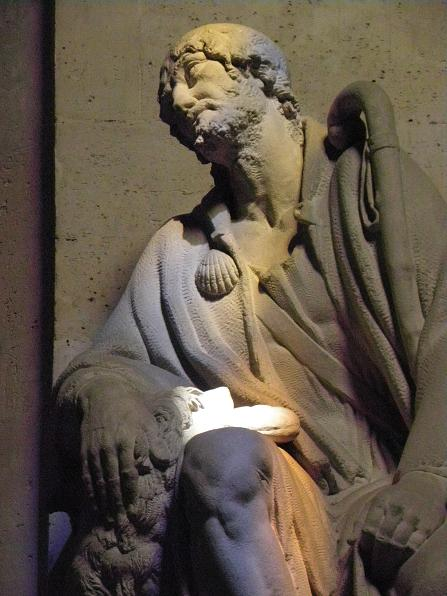
Estatua de San Roque en la Iglesia de Saint Roch de París.